# Spulwurmbefall der Schweine

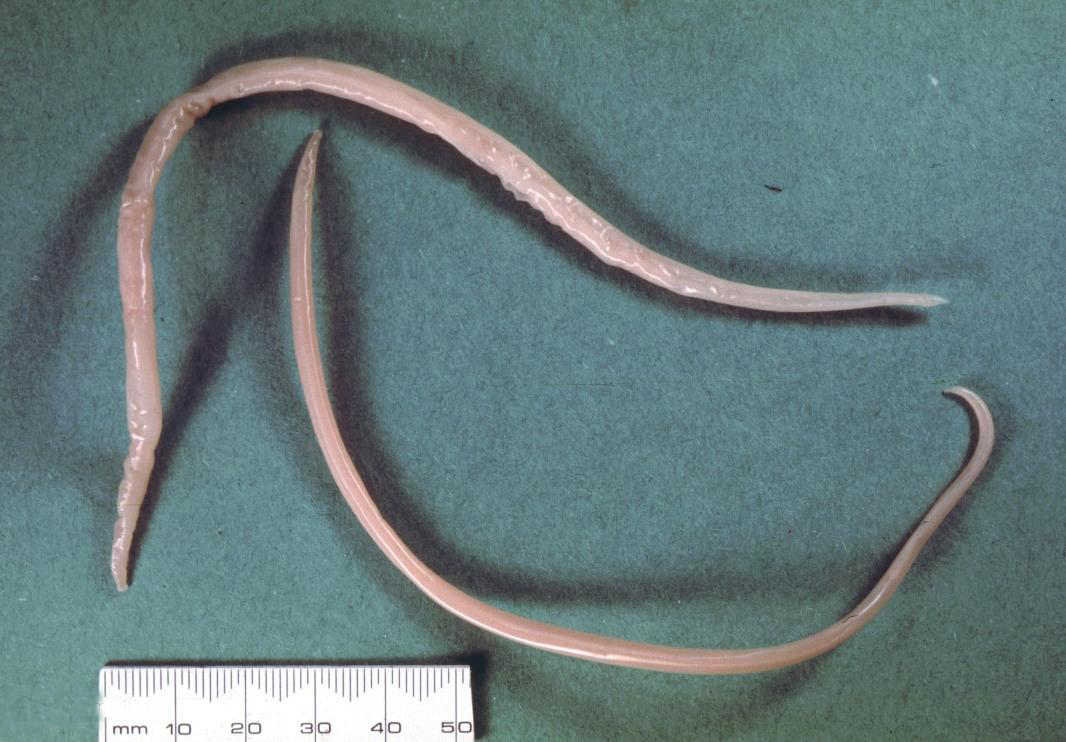
Schweinespulwurm

Der Spulwurmbefall der Schweine ist eine wirtschaftlich bedeutende Erkrankung, die durch den Schweinespulwurm (Ascaris suis)  hervorgerufen wird und daher auch als Akariose oder Askaridose bezeichnet wird. Der bis zu 40 cm lange Parasit besiedelt den Dünndarm und ist der bislang größte bekannte Parasit des Schweines.

## Epidemiologie und Krankheitsentstehung
Der Schweinespulwurm kommt weltweit vor und befällt Haus- und Wildschweine, selten auch Wiederkäuer oder den Menschen. Die von den Weibchen abgegebenen Eier gelangen mit dem Kot in die Umwelt. Innerhalb von zwei Wochen entwickelt sich im Ei die Larve 3, unter ungünstigen Bedingungen kann diese Entwicklung Monate dauern. Die Eier bleiben über Jahre ansteckungsfähig und sind sehr widerstandsfähig gegenüber äußeren Einflüssen. Die Eier können auch mit Gegenständen, Gülleausbringung oder durch Insekten verbreitet werden. Die Aufnahme erfolgt oral, im Magen oder Dünndarm schlüpft die Larve, durchbohrt die Darmwand und gelangt über die Pfortader zur Leber und von dort mit dem Blut in die Lunge. Hier bohrt sie sich in die Lungenbläschen und gelangt über die Luftröhre in den Rachen, wird angeschluckt und gelangt so wieder in den Dünndarm. Wo genau die Häutung zur Larve 4 erfolgt, ist nicht bekannt. Die Präpatenz beträgt sechs bis acht Wochen.
Ferkel können sich bereits beim Saugen durch Aufnahme embryonierter Eier, die am Unterbauch der Sau kleben, anstecken. Prävalenz ist am höchsten bei 3 bis 6 Monate alten Tieren, später entwickeln die Tiere eine teilweise Immunität. Dabei werden die Larven bereits vor der Leber vom Immunsystem zerstört. Die höchsten Befallsraten treten in der gemäßigten Klimazone im Sommer auf, die warmen Umgebungstemperaturen sind für die Larvenentwicklung am günstigen. In Deutschland wurden am Ende der Mast bei etwa einem Drittel der Schweine Spulwurmeier nachgewiesen, in kleinbäuerlichen Betrieben kann die Befallsrate noch höher sein.

## Krankheitsbild
Bei der Wanderung der Larven in der Leber kommt es zu Entzündungen, die sich als 1 bis 2 mm große, weiße, als „Milchflecken“ bezeichnete Veränderungen zeigen, die später bis zu 1 cm groß werden können.
Der Befall mit adulten Würmern zeigt sich in geringeren Lebendmassezunahmen. Sehr selten kann ein Darmverschluss oder ein Gallengangsverschluss auftreten. Bei Ferkeln und Jungschweinen kann ein starker Befall zu erhöhter Anfälligkeit für bakterielle oder virale Infektionskrankheiten führen. Bei Ferkeln kann durch die Lungenwanderung der Larven eine Lungenentzündung mit Husten auftreten, die meist nur vorübergehend ist.

## Behandlung
Gegen adulte Spulwürmer ist Levamisol und Pyrantel wirksam, makrozyklische Laktone und Benzimidazole entfalten zusätzlich eine Wirkung auf die Larven während der Körperwanderung. Begleitende Hygienemaßnahmen sind ebenfalls erforderlich.

## Diagnose

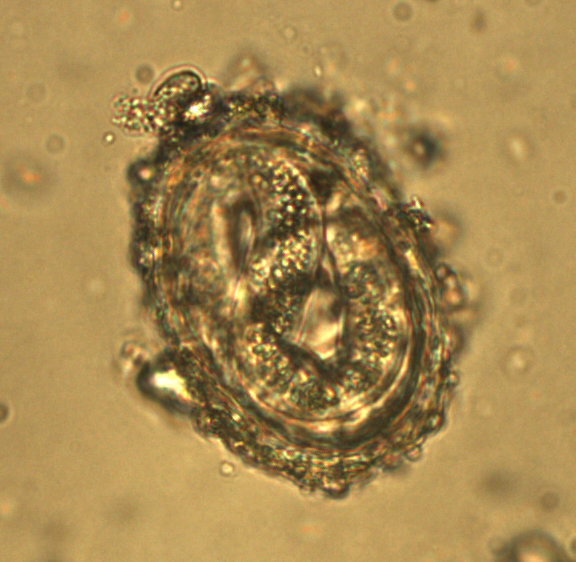
Ei des Schweinespulwurms mit darin befindlicher Larve 3

Die Diagnose einer patenten Infektion erfolgt durch Nachweis der 50–70 × 40–60 µm großen Eier im Kot.

## Befall anderer Tierarten
Bei Rindern und Schafen kann der Schweinespulwurm eine Lungenentzündung auslösen. Infektionen treten vor allem bei gemeinsamer Haltung mit Schweinen auf.
Beim Menschen können Spulwurmlarven in Leber und Lunge wandern und dort zu Entzündungen mit eosinophilen Infiltraten führen. Sehr selten kann der Schweinespulwurm auch im menschlichen Darm zu Adulten reifen.